# Snape with Thorp
Snape with Thorp est une paroisse civile du Yorkshire du Nord, en Angleterre.